# 이숙 (1626년)
이숙(李䎘, 1626년 ~ 1688년)은 조선 후기의 문신이며, 본관은 우봉이고, 자는 중우(仲羽), 호는 일휴정(逸休亭)이다. 시호는 충헌공(忠獻公)이다. 우암 송시열의 문인이며, 퇴우당 김수흥과도 사돈을 맺었다. 그리고 문곡 김수항과도 가족관계를 맺었다. 숙종 때 우의정을 지냈다. 이조참판 타우 이상이 그의 형이다. 그리고 이조판서를 지낸 농재 이익은 그의 동생이다. 그리고 병조판서 귀락당 이만성은 그의 아들이며, 대사성 묵재 오백령의 딸과도 혼인을 맺었다. 따라서 남인 청남의 핵심인물인 수촌 오시수와도 가족관계로 연결이 되어있다.

## 생애
어린나이에 병자호란 때 심양에 끌려가서 포로가 되었다가 나중에 귀국하고 1648년, 진사시에 급제하고 1655년, 춘당대문과에 장원으로 급제한 뒤에 1657년에 설서가 되면서 관직으로 진출을 했다. 현종 즉위 후인 1659년에 봉교가 되었으며 1661년에는 통진현감에 제수되어 외직으로 나가게 되었다. 그러다가 다시 지평에 제수되어서 내직으로 돌아왔고 1662년, 호남 진휼어사가 되어서 민생을 돌봤으며 이후 다시 수찬을 거쳐서 정언에 제수되었다. 이후 다시 양남어사로 나갔다가 곧 수찬으로 돌아왔다. 그 뒤에 부수찬, 수찬 등을 거쳐서 1663년에는 이조좌랑으로 임명되었다. 그러다가 1666년에는 이조정랑으로 승진을 했고 이후 응교를 거쳐서 보덕이 되었다. 1667년에는 집의가 되었다. 그러나 진주사 벌금 사건 때 김징, 조성보 등 8명의 간관들과 함께 영의정 정태화, 좌의정 홍명하, 진주사였던 허적과 남용익의 파직과 체직을 요청하다가 현종의 노여움을 사서 갑산에 부처되었다. 그러나 나중에 방면이 되면서 1668년에 부교리로 복직되었다. 이후 1669년에 당상관에 올라서 광주부윤이 되었고 곧 충청도관찰사로 승진했다. 이후 내직에 다시 돌아와서 1670년에 우부승지가 되었으며 1671년에 경상도관찰사로 나갔다가 다시 우승지로 내직에 돌아와서 현종을 보필했다. 그러나 곧 다시 경상도관찰사로 나가게 되었다. 그러다가 1673년에 다시 내직으로 돌아와서 대사간에 임명되었으나 송시열의 제자로써 서인 산당을 대변하다가 현종의 노여움을 다시 사게 되면서 김만중과 함께 삭탈관직되고 문외출송 되었다. 숙종 즉위 후인 1675년에 문외출송에서 풀렸으며 1676년에 서용되면서 조정에 다시 진출할 수 있게 되었다. 하지만 1679년에 다시 명천에 귀양갔다. 그러다가 곧 방면되었고 경신환국 이후인 1680년에 다시 등용되면서 전라도관찰사가 되었다. 이후 강화유수가 되었다가 대사헌이 되었고 곧 정경의 반열에 오르면서 형조판서가 되었다. 이후 인현왕후가 왕비로 봉해진 1681년에는 병조판서로 옮겨서 제수되었고 곧 이조판서로 옮겼다. 1682년에는 다시 대사헌이 되었으며 서인이 노론과 소론으로 분열되자 서인 중진이던 그는 송시열의 수제자이자 김수흥의 사돈으로 노론의 편에 서서 노론계의 중진이 되었다. 이후 1682년에는 다시 대사헌이 되었고 1683년에는 다시 이조판서에 제수되면서 입각을 했다. 그 뒤 예조판서로 옮겼다가 좌참찬에 임명되었으며 1684년에는 강화유수에 제수되면서 다시 외직으로 나가게 되었다. 그러다가 다시 우참찬에 제수되면서 내직으로 돌아왔고 곧 다시 대사헌이 되었다. 그 뒤 1685년에는 다시 형조판서로 제수되어 입각을 했고 곧 한성부판윤으로 임명되었다. 그 뒤 다시 대사헌을 거쳐서 이조판서에 제수되었다. 그러다가 다시 대사헌에 제수되었고 1686년에는 다시 병조판서에 제수되었다. 그 뒤에는 다시 한성부판윤을 하다가 1687년에 다시 대사헌으로 제수되었고 좌참찬으로 승차했다가 곧 이조판서가 되었다. 그 뒤 정승으로 발탁되면서 우의정에 임명되었다. 그리고 서인의 영수가 되었다. 그 뒤에 1688년에 별세한다.

## 오시수, 오백령 가문과의 관계
우의정 이숙은 송시열의 문인으로 철저한 서인계 당원이자 서인의 영수였지만 남인인 오백령의 딸과 혼인을 했다. 그리고 오백령의 증손자가 오시수인데 이숙은 오시수와도 가족관계를 형성하고 있었다.